# Hans Leopold
Hans Leopold (* 5. März 1886 in Berent, Westpreußen; † nach 1945) war ein deutscher Reichsgerichtsrat.

## Leben
Leopold war der Sohn eines Regierungs- und Steuerrats. Er legte 1904 am Städtischen Gymnasium in Danzig das Abitur ab und studierte Rechtswissenschaften an den Universitäten Marburg, Berlin, München und Königsberg. Er bestand die erste juristische Staatsprüfung 1907 und die zweite 1912 jeweils mit der Note „gut“. Am 1. Juni 1914 wurde er Amtsrichter am Amtsgericht Ueckermünde. Im Ersten Weltkrieg war er Leutnant der Reserve. Am 31. März 1921 wurde Leopold zum Danziger Justizdienst beurlaubt und am 16. September 1921 in den Danziger Staatsdienst als Landgerichtsrat am Landgericht Danzig übernommen. Oberlandesgerichtsrat am Oberlandesgericht Marienwerder wurde er 1928. Mit der Einführung der preußischen Beamtendienststrafordnung 1932 ernannte man ihn zum richterlichen Beisitzer einer Dienststrafkammer.
Zum 1. Mai 1933 trat er der NSDAP bei (Mitgliedsnummer 3.534.561). Von November 1935 bis Juni 1936 war er Mitarbeiter und kommissarischer Blockleiter in Marienwerder, seit Mai 1937 Blockhelfer und stellvertretender Blockleiter. Am 1. Juli 1936 wurde er Kammergerichtsrat. An das Reichsgericht kam er als Hilfsrichter am 16. September 1939. Seine Ernennung zum Reichsgerichtsrat erfolgte am 1. April 1941. Er war zuerst Mitglied im IV., dann im V. Zivilsenat. 1945 war er im III. Zivilsenat.

## Schriften
- Zum Tatbestande der strafbaren Untreue. Dissertation, Heidelberg 1908, Breslau 1908.[1]